# Vaudeurs
Vaudeurs – miejscowość i gmina we Francji, w regionie Burgundia-Franche-Comté, w departamencie Yonne.
Według danych na rok 1990 gminę zamieszkiwało 478 osób, a gęstość zaludnienia wynosiła 17 osób/km² (wśród 2044 gmin Burgundii Vaudeurs plasuje się na 473. miejscu pod względem liczby ludności, natomiast pod względem powierzchni na miejscu 211.).